# Heckler & Koch MG4
La MG4 è una mitragliatrice leggera progettata e sviluppata dalla società tedesca Heckler & Koch. La mitragliatrice era inizialmente conosciuta come MG43 prima della sua adozione da parte della Bundeswehr.

## Storia
L'arma è stata sviluppata alla fine del 1990 ed è stata presentata per la prima volta al pubblico nel settembre 2001. È stata scelta per sostituire la mitragliatrice ad uso generalizzato da 7,62 mm MG3 nella Bundeswehr come arma da supporto.
È stata progettata per essere leggera, garantire la massima sicurezza per l'utilizzatore e funzionare in modo affidabile in condizioni avverse utilizzando una vasta gamma di munizioni di diversi produttori, senza la necessità di adeguare il sistema del gas.

## Curiosità
L'MG4 compare nei videogiochi Call of Duty: Modern Warfare 2 e Battlefield 4